# Фриньяно
Фриньяно, Фріньяно (італ. Frignano) — муніципалітет в Італії, у регіоні Кампанія,  провінція Казерта.
Фриньяно розташоване на відстані близько 175 км на південний схід від Рима, 20 км на північ від Неаполя, 15 км на південний захід від Казерти.
Населення — 9000 осіб (2014).
Щорічний фестиваль відбувається 28 липня. Покровитель — Santi Nazario e Celso.

## Демографія
Населення за роками:

Станом на 1 січня 2023 року в муніципалітеті офіційно проживало 346 іноземців з 23 країн, серед них 95 громадян країн Євросоюзу та 53 громадяни України.

## Сусідні муніципалітети
- Аверса
- Казалуче
- Сан-Марчелліно
- Сан-Таммаро
- Вілла-ді-Бріано